# Axtaxana
Axtaxana è un comune dell'Azerbaigian situato nel distretto di Cəlilabad. Conta una popolazione di 215 abitanti.